# Васил Пасков
Васил Илиев Пасков или Пасхов е български просветен деец и революционер, деец на Вътрешната македонска революционна организация.

## Биография
Пасков е роден в 1872 година в неврокопското село Осиково, тогава в Османската империя, днес в България. Син е на просветния деец Илия Пасков.
Първоначално образование завършва в Неврокоп. В 1893 година завършва Солунската българска мъжка гимназия с нейния осми випуск. Преподава в начално и класно училище. Деец е на Демократическата партия и от 1895 до 1897 година е отговорен редактор на вестник „Знаме“. В 1897/1898 година завършва Историко-филологическия факултет, клон история, на Висшето училище в София. През учебната 1898/1899 г. е учител в Шуменското държавно педагогическо училище. На 1 септември 1899 година е назначен в Битолската българска класическа гимназия, където преподава обща история, църковна история, логика и психология.
Присъединява се към ВМОРО. В Битоля редактира с Михаил Герджиков вестник „На оръжие“. Избран е за член на Битолския окръжен революционен комитет заедно с Неделко Дамянов, Аце Дорев, Георги Пешков и Георги Попхристов.
Георги Попхристов си спомня за него:
| „ | Пасков притежаваше красноречие и със своите беседи пред груповите началници, с патриотичните сказки, които държеше в Неделното училище, спомогна не малко да се повдигне революционния дух. Това даде повод той да бъде заподозрян от полицията и да бъде интерниран при аферата по убийството на поп Ставре. | “ |

Заподозрян от властите е изгонен от Битоля и в 1899 година става главен учител в българските училища в Щип и в махалата му Ново село. След арестуването на Дамян Груев в 1900 година изпълнява ръководна длъжност в IV революционен окръг. През август 1900 година Пасков при разкритията на предателя поп Ставре е арестуван и е осъден на 12 години затвор. Лежи в Куршумли хан в Скопие. От името на затворниците българи пише молба за застъпване за подобряване на условията в затвора до българския търговски агент Д. Юруков, в която казва:
| „ | …Ний всички българи, които сега се намираме в тъй наречената „Стара Хапсаня“, сме затворени в почти едно и също време и всички сме обвинени в престъпления от политически характер. | “ |

В 1902 година е амнистиран и изселен в Неврокоп, където продължава да се занимава с революционна дейност. При опит за арест става нелегален.
Заминава за Одринско, изпратен от Централния комитет на ВМОРО. Делегат е на конгреса на Петрова нива и е избран за негов председател. Пасков е определен за главен интендант в Бургас.
След Илинденско-Преображенското въстание Пасков се установява в София и от 1904 година редактира списанието „Революционен лист“. Пасков е сред противниците на Сандански. От ноември 1907 година заедно с Пейо Яворов и Петко Пенчев Пасков редактира вестник „Илинден“, който излиза до средата на 1908 година. Скоро обаче напуска редакционния му комитет, за да няма подозрения, че Демократическата партия, на която той е виден член, се намесва в македонските работи. От 1908 до 1924 година е главен редактор на вестник „Пряпорец“, като директор на вестника е Петко Пенчев.
В 1914 година избран за народен представител в XVII обикновено народно събрание от Струмишки окръг от Демократическата партия.
Член-учредител е на Македонския научен институт и е член на Илинденската организация. Един от председателите на Дружеството на столичните журналисти.
Лазар Томов пише за него: 
| „ | В. Пасков се отдава всецяло на политическите борби в България и става редактор на вестник „Знаме“, но освободителното дело винаги му е било близко до сърцето, та не е пропускал да пише и защитава правата кауза на македонските българи. | “ |

Умира на 9 септември 1934 година в село Лъджене. Синът му Асен Пасков съхранява архива му. Негов личен архивен фонд се съхранява в Държавна агенция „Архиви“.